# Kirguistán en los Juegos Mundiales de Breslavia 2017
Kirguistán fue uno de los 102 países que participaron en los Juegos Mundiales de 2017 celebrados en Breslavia, Polonia.
La delegación de Kirguistán estuvo compuesta por cuatro deportistas, tres hombres y una mujer, que participaron en tres categorías de tres deportes.
Kirguistán terminó los juegos sin ganar ninguna medalla.

## Delegación

### Baile deportivo

#### Baile latino
| Atleta                             | Primera ronda | Primera ronda | Primera ronda | Primera ronda | Primera ronda | Repesca | Repesca     | Repesca | Repesca   | Repesca | Semifinal | Semifinal   | Semifinal | Semifinal | Semifinal | Final      | Final       | Final      | Final      | Final      | Posición |
| Atleta                             | Samba         | Cha cha cha   | Rumba         | Pasodoble     | Jive          | ! Samba | Cha cha cha | Rumba   | Pasodoble | Jive    | Samba     | Cha cha cha | Rumba     | Pasodoble | Jive      | Samba      | Cha cha cha | Rumba      | Pasodoble  | Jive       | Posición |
| ---------------------------------- | ------------- | ------------- | ------------- | ------------- | ------------- | ------- | ----------- | ------- | --------- | ------- | --------- | ----------- | --------- | --------- | --------- | ---------- | ----------- | ---------- | ---------- | ---------- | -------- |
| Parejas                            |               |               |               |               |               |         |             |         |           |         |           |             |           |           |           |            |             |            |            |            |          |
| Tatiana Kogadei y Aleksei Kibkalko | 14            | 14            | 16            | 14            | 16            | 2       | 3           | 4       | 3         | 6       | 14        | 13          | 13        | 13        | 14        | eliminados | eliminados  | eliminados | eliminados | eliminados | 13       |

### Ju-Jitsu
| Masculino                  |                |                                        |     |                      |       |           |           |           |           |           |           |           |
| Abdurahmanhaji Murtazaliev | 85 kg. Ne-Waza | # Haidar Haitham Abdelkarim Al-Rasheed | 4:2 | # Abdulbari Guseinov | 0:100 | Eliminado | Eliminado | Eliminado | Eliminado | Eliminado | Eliminado | Eliminado |

### Kickboxing
| Masculino        |         |                  |     |           |           |           |           |           |
| Aleksei Fedoseev | 63.5 kg | # Muhamet Deskaj | 1:2 | eliminado | eliminado | eliminado | eliminado | eliminado |

- Datos: Q30590719